# Gmina Solna

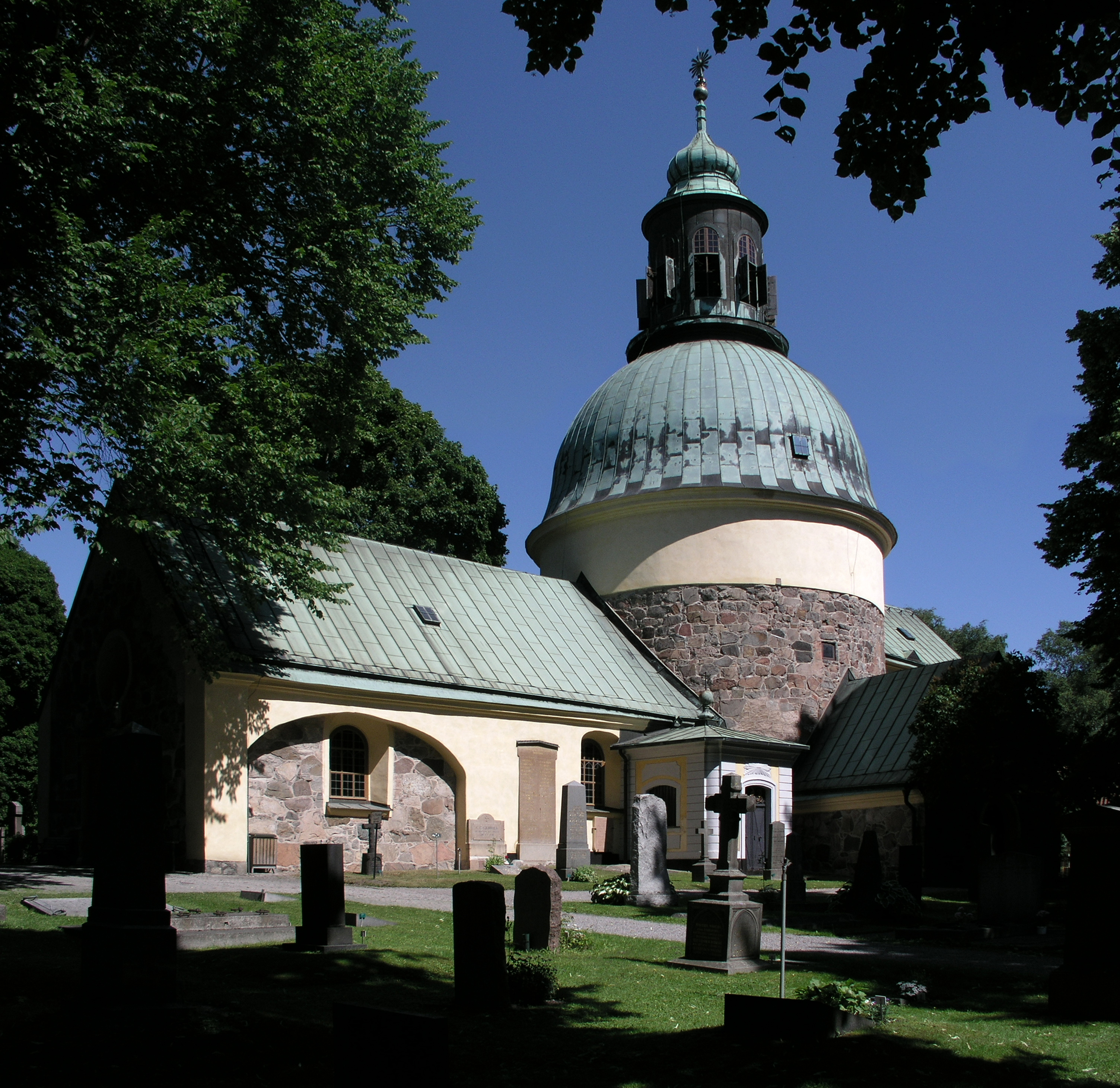
Kościół w Solnie

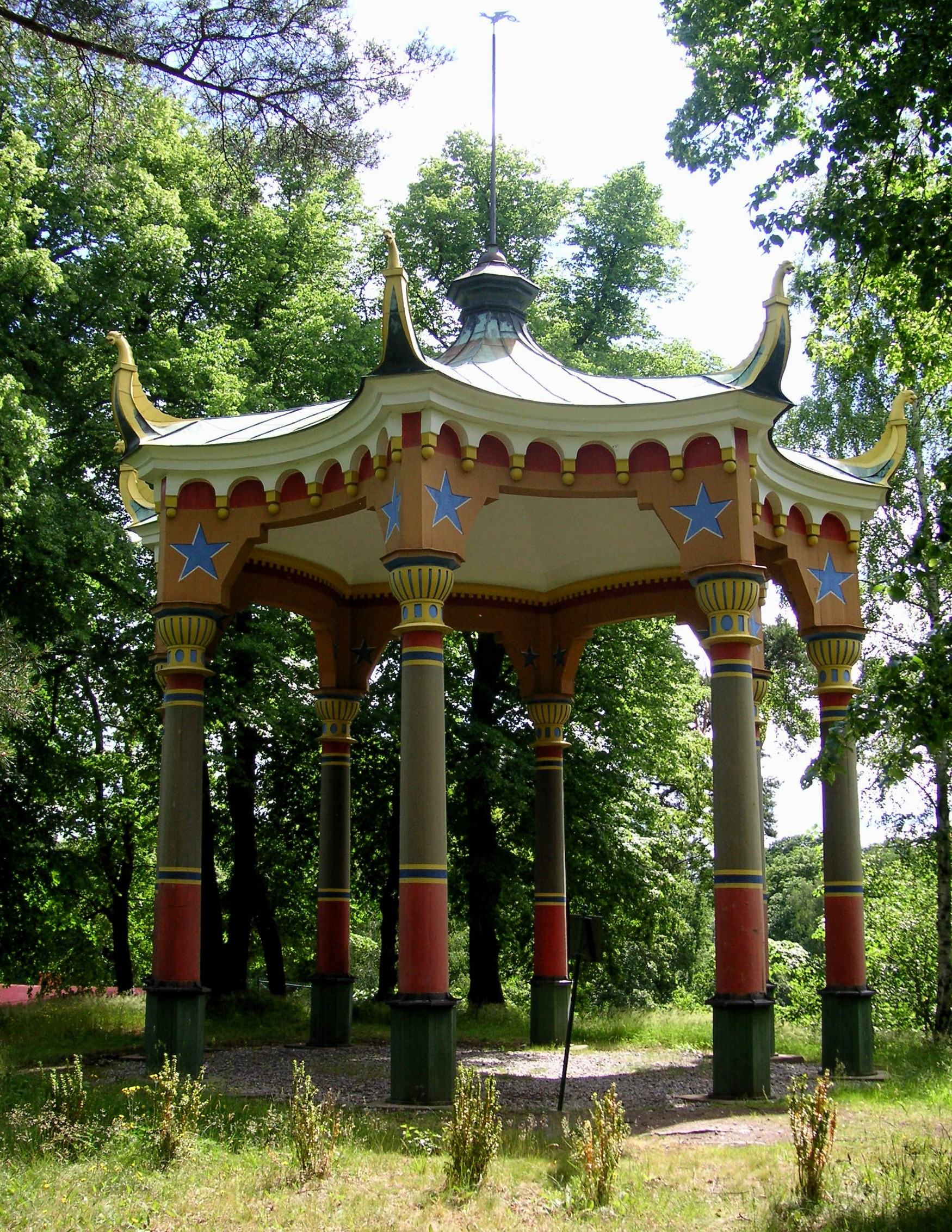
Pawilon chiński w parku Haga

Pałac Ulriksdal

Gmina Solna (szw. Solna kommun lub Solna stad) – gmina w Szwecji, w regionie Sztokholm posiadająca status miasta. Leży bezpośrednio na północ od ścisłego centrum Sztokholmu. W całości należy do tätortu Sztokholm i pomimo odrębnego statusu prawnego stanowi integralną część tegoż zespołu miejskiego.
Pod względem zaludnienia Solna jest 33. gminą w Szwecji. Zamieszkuje ją 67 957 osób, z czego 50,68% to kobiety (34 441) i 49,32% to mężczyźni (33 516). Na każdy kilometr kwadratowy przypada 3576,68 mieszkańca (stan na 1 listopada 2010 r.). Pod względem wielkości gmina zajmuje 288. miejsce.
Wschodnia część gminy należy do nationalstadsparken, zespołu parków i obszarów ważnych z kulturalnego i historycznego punktu widzenia (m.in. pałac Ulriksdal czy Hagaparken).
Gmina jest dobrze skomunikowana, przez jej teren przebiegają obie odnogi niebieskiej linii sztokholmskiego metra, dwie ważne linie kolejowe (Ostkustbanan i Mälarbanan) obsługiwane przez podmiejski pendeltåg oraz linia szybkiego tramwaju łącząca gminę ze wschodnią i południową częścią aglomeracji (tvärbanan). Ponadto w niedalekiej przyszłości w okolice stacji kolejowej Solna dotrze żółta linia metra łącząca gminę z centrum Sztokholmu i południowymi przedmieściami miasta. Całością transportu publicznego na terenie gminy zarządza Storstockholms Lokaltrafik AB (w skrócie SL).

## Atrakcje turystyczne
- Park Haga, w nim m.in.:
  - Dom motyli
  - Pawilon Gustawa III
  - Pawilon chiński
  - Kiosk turecki
- Pałac i park Ulriksdal
- Teatr Confidencen
- Pałac Karlberg
- Dom Ollego Olssona z galerią i muzeum
- Stadion Råsunda (wyburzony w 2013r.)
- Friends Arena – stadion narodowy
- Jeziora Brunnsviken i Edsviken

## Sport
- AIK Ishockey – klub hokejowy
- AIK Fotboll – klub piłkarski